# Uda (Nara)
Uda (宇陀市?) è una città giapponese della prefettura di Nara.